# Lepe
Lepe è un comune spagnolo di 26 763 abitanti situato nella comunità autonoma dell'Andalusia, nella provincia di Huelva.
È una città turistica a 5 km dall'Oceano Atlantico e a 25 km dalla frontiera con il Portogallo. La sua economia si basa sul commercio, sul turismo e su quella complementare all'agricoltura e all'allevamento del bestiame.
Le cose più notabili di Lepe sono le sue spiagge, i foresti e i centri turistici. È conosciuta come una città con molti imprenditori commerciali.

## Storia
La città venne fondata intorno al IV secolo a.C. dai Fenici.
Secondo lo storico Gonzalo Fernández de Oviedo y Valdés a Lepe sarebbe nato Rodrigo de Triana, l'uomo che per primo avvistò le americhe sulle navi della spedizione di Cristoforo Colombo. Il marinaio è rappresentato nella parte inferiore dello scudo comunale.

## Luoghi d'interesse
- Spiaggia di La Antilla, spiaggia principale della comunità.
- Spiaggia di Nueva Umbría, la prima spiaggia nudo della provincia.
- Chiesa di Santo Domingo de Guzmán, nel centro della città.

## Dintorni
Il comune di Lepe si trova nel sud-ovest della provincia di Huelva, nel centro della regione della Costa dell'Ovest. Confina con tutti i comuni della regione e con Punta Umbría (regione metropolitana di Huelva) a sud-est, Sanlúcar de Guadiana (Andévalo) per il nord e il Oceano Atlantico, nel sud.
| Nord-ovest: San Silvestre de Guzmán ed Ayamonte | Nord: Sanlúcar de Guadiana | Nord-est: Cartaya     |
| Ovest: Villablanca                              | Lepe                       | Est: Cartaya          |
| Sud-ovest Isla Cristina                         | Sud: Oceano Atlantico      | Sud-est: Punta Umbría |

## Economia
Oggigiorno le principali risorse della comunità sono il turismo e l'agricoltura; le fragole di Lepe sono particolarmente rinomate.

## Curiosità
In tutta la Spagna sono molto popolari le barzellette su Lepe e sui suoi abitanti, che di solito sono delle battute brevi basate su giochi di parole o situazioni surreali, del tipo: "Perché gli abitanti di Lepe non bevono latte? Perché una mucca non ci sta nel frigorifero". Un possibile iniziatore di questo tipo di barzellette potrebbe essere il regista spagnolo Manuel Summers (1935 - 1993), che adorava questa località, anche se viene spesso citato come fonte il comico e pagliaccio Josè Alvarez "Lepe".   
Le barzellette su Lepe sono così popolari che il partito di estrema sinistra Izquierda Unida nel 2011 chiese, senza successo, al parlamento regionale dell'Andalusia che fossero dichiarate beni di interesse culturale come patrimonio immateriale.
Questo genere di barzellette corrispondono a quelle che in Italia si fanno sui carabinieri, negli Stati Uniti sui polacchi, in Francia sui Belgi etc.